# ヴィル川 (スームィ州)
ヴィル川（ヴィルがわ、ウクライナ語: Вир）はウクライナ・スームィ州を流れるセイム川左岸の支流である。
全長62km、流域面積1250km²。中世には川岸にヴィリという都市があった。